# SummerSlam (2011)
Cet article concerne l'édition 2011 du pay-per-view SummerSlam. Pour toutes les autres éditions, voir SummerSlam.
L’édition 2011 de SummerSlam est une manifestation de catch professionnel télédiffusée et visible uniquement en paiement à la séance. L'événement, produit par la WWE, a eu lieu le 14 août 2011 dans la salle omnisports Staples Center à Los Angeles, en Californie. Il s'agit de la vingt-quatrième édition de SummerSlam, l'un des quatre premiers spectacles annuels de la fédération avec le Royal Rumble, les Survivor Series et WrestleMania (surnommés « The Big Four », à savoir « les Quatre Grands »). Plusieurs superstars et divas de la WWE sont en vedette de l'affiche officielle, dont Randy Orton, Rey Mysterio ou encore John Cena.
Huit matchs, dont quatre mettant en jeu les titres de la fédération, ont été programmés. Chacun d'entre eux est déterminé par des storylines rédigées par les scénaristes de la WWE ; soit par des rivalités survenues avant le pay-per-view, soit par des matchs de qualification en cas de rencontre pour un championnat. L'événement a mis en vedette les catcheurs des divisions Raw et SmackDown, créées en 2002 lors de la séparation du personnel de la WWE en deux promotions distinctes.

## Contexte
Les spectacles de la WWE en paiement à la séance sont constitués de matchs aux résultats prédéterminés par les scénaristes de la fédération. Ces rencontres sont justifiées par des storylines — une rivalité avec un catcheur, la plupart du temps — ou par des qualifications survenues dans les émissions de la WWE telles que Raw, SmackDown et Superstars. Tous les catcheurs possèdent un gimmick, c'est-à-dire qu'ils incarnent un personnage gentil ou méchant, qui évolue au fil des rencontres. Un pay-per-view comme SummerSlam est donc un événement tournant pour les différentes storylines en cours.

### Christian contre Randy Orton
Lors de Money in the Bank 2011, Christian affronte Randy Orton pour le titre de WWE World Heavyweight Championship, dans une énième revanche. Cette fois, si Orton était disqualifié où si une mauvaise décision du corps arbitral se faisait savoir, Christian gagnait le titre, ce qui se produisit. Orton prend donc légitimement sa revanche pour le titre lors de SummerSlam 2011, dans ce qui a été annoncé comme un No Holds Barred Match (match sans prises interdites), le 29 juillet à SmackDown, par Triple H, COO de la WWE.

### CM Punk contre John Cena
Lors de Money in the Bank 2011, John Cena affronte CM Punk pour le Championnat de la WWE qui avait pour stipulation si CM Punk remportait le titre, il quittait la WWE avec la ceinture, et John Cena serait renvoyé de la fédération. Le match est finalement remporté par CM Punk, qui quitte l'arène avec le titre malgré les interventions de Vince McMahon.
Le lendemain à Raw, Vince McMahon organise un tournoi pour designer le nouveau champion ; la finale opposa Rey Mysterio à The Miz. Mais Vince McMahon arrive et repousse la finale. Alors que Vince McMahon s’apprête à licencier John Cena, Triple H arrive et annonce qu'il est le nouveau président et que Vince McMahon est relevé de ses fonctions et est remplacé par Triple H, qui choisit de ne pas renvoyer John Cena. La semaine suivante, Rey Mysterio bat The Miz et devient ainsi le nouveau champion, mais Triple H annonce qu'il devra défendre son titre le soir même face à John Cena. En fin de soirée, Cena bat Mysterio et devient le nouveau Champion de la WWE. Alors qu'il célèbre sa victoire, CM Punk arrive avec une nouvelle musique d'entrée, celle de la ROH (toute première fédération de catch professionnel où CM Punk a catché) et annonce la semaine suivante qu'il est de retour. Triple H annonce ensuite un match entre les deux à SummerSlam pour désigner le "véritable" champion (Undisputed WWE Champion, comme à l'époque où deux titres mondiaux étaient réunis par un seul et même homme). Le 8 août à Raw, Triple H annonce également qu'il arbitrera lui-même ce match pour qu'il y ait selon lui, aucune faute ou triche. le match devient donc un "Special Guest Referee match" (match arbitré par une autre personne à la place d'un arbitre habituel).

### Kelly Kelly contre Beth Phoenix
Le 1er août à Raw a lieu une Bataille Royale pour déterminer la prétendante au Championnat des Divas, et la gagnante aura un match de championnat à SummerSlam, le titre étant détenu par Kelly Kelly. C'est finalement Beth Phoenix qui remporte le match. Kelly vient alors rejoindre Beth sur le ring pour la féliciter, mais Beth l'attaque et réalise un heel turn.

### Sheamus contre Mark Henry
Lors de Money in the Bank (2011), Mark Henry bat The Big Show dans un match simple ; après le tombé, Mark Henry continue d'agresser son adversaire avant de coincer sa jambe gauche dans une chaise pliante en métal et de sauter dessus depuis les cordes, brisant ainsi la jambe du géant. Cinq jours plus tard, il vient sur le ring après le Street fight match entre Randy Orton et Kane pour agresser ce dernier. Henry brise de la même façon la jambe gauche du Big Red Monster. Une semaine plus tard, alors que Henry réclame un adversaire digne de lui, seul Sheamus accepte de l'affronter. Henry fuit devant le Celtic Warrior. La rencontre officielle est annoncée pour SummerSlam.

## Tableau des résultats
| #                                                                | Match                                                                                      | Stipulation                                                                           | Durée |
| ---------------------------------------------------------------- | ------------------------------------------------------------------------------------------ | ------------------------------------------------------------------------------------- | ----- |
| Dark                                                             | Alex Riley bat Dolph Ziggler (avec Vickie Guerrero)                                        | Match simple,                                                                         | 4:03  |
| 1                                                                | Kofi Kingston, Rey Mysterio et Johnny Morrison battent Alberto Del Rio, R-Truth et The Miz | Six-man tag team match                                                                | 9:36  |
| 2                                                                | Mark Henry bat Sheamus par décompte extérieur                                              | Match simple.                                                                         | 9:22  |
| 3                                                                | Kelly Kelly (c) (avec Eve Torres) bat Beth Phoenix (avec Natalya)                          | Match simple pour le championnat des Divas.                                           | 6:33  |
| 4                                                                | Wade Barrett bat Daniel Bryan                                                              | Match simple.                                                                         | 11:47 |
| 5                                                                | Randy Orton bat Christian (c)                                                              | No Holds Barred match pour le championnat du monde poids-lourds.                      | 23:43 |
| 6                                                                | CM Punk (c) bat John Cena (c)                                                              | Match simple pour déterminer le champion incontesté de la WWE, arbitré par Triple H.  | 24:07 |
| 7                                                                | Alberto Del Rio bat CM Punk (c)                                                            | Match simple pour le championnat de la WWE obtenu avec la mallette Money in the bank. | 0:11  |
| (c) désigne le(s) champion(s) défendant son titre dans le match. |                                                                                            |                                                                                       |       |